# Titeuf

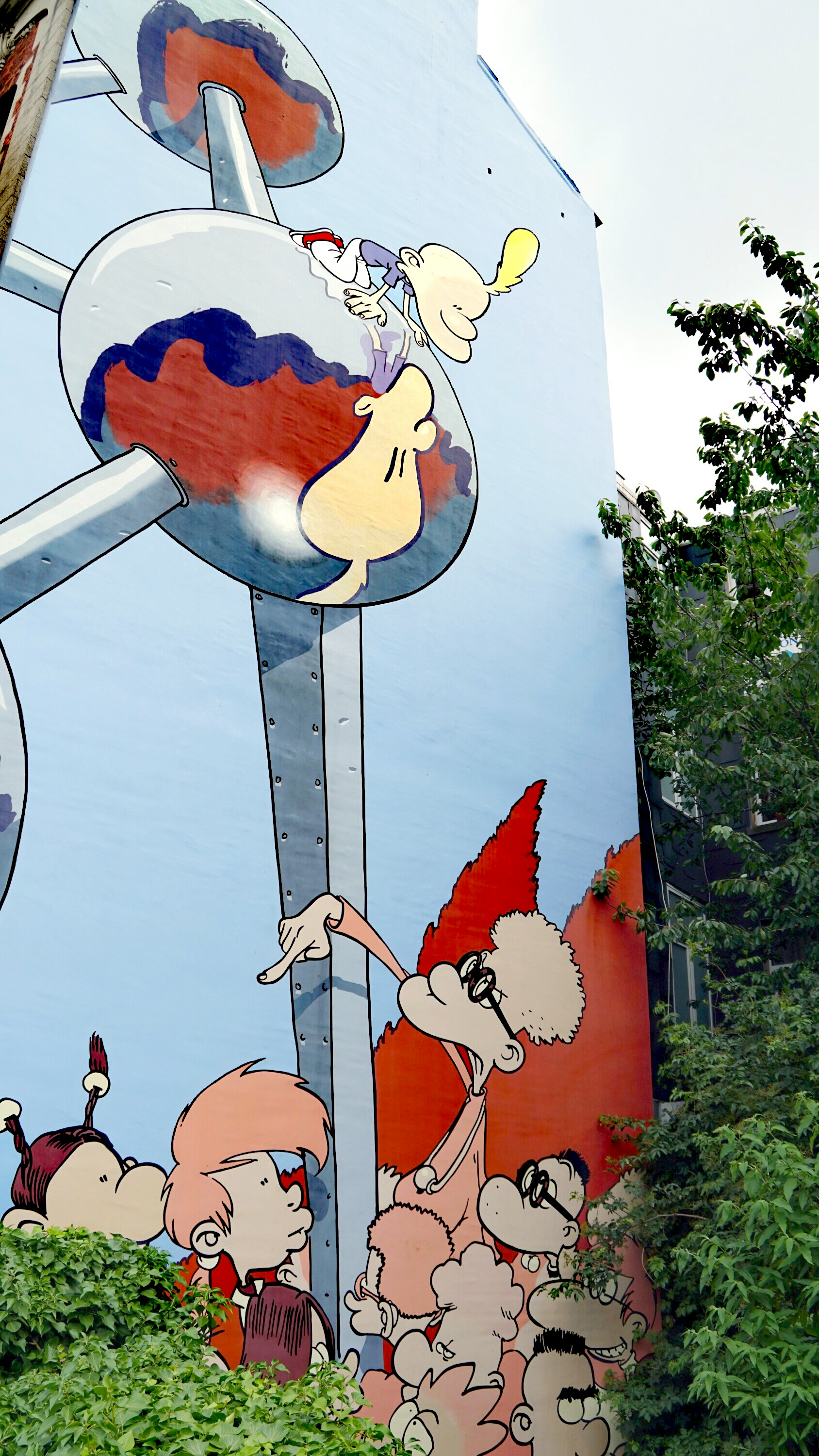
Mural przedstawiający Titeufa, Bruksela

Titeuf – francuskojęzyczna, humorystyczna seria komiksowa autorstwa szwajcarskiego rysownika Philippe'a Chappuisa, tworzącego pod pseudonimem Zep, ukazująca się od 1992 nakładem francuskiego wydawnictwa Glénat. W Polsce serię publikowało wydawnictwo Egmont Polska. W 2001 ukazał się album specjalny Titeuf. Przewodnik dla seksolatków (wydanie polskie: 2008).

## Fabuła
Bohaterem komiksu jest Titeuf, chłopiec w wieku około 10 lat, zafascynowany światem dorosłych, zwłaszcza seksem. Jego niewybrednym spostrzeżeniom i przygodom towarzyszą koledzy, z których każdy reprezentuje inny typ podwórkowego łobuza. Titeuf często popada w kłopoty, zwłaszcza w konfrontacji ze starszymi kolegami i dziewczynkami.

## Tomy
| Tom        | Tytuł i rok wydania polskiego     | Tytuł i rok wydania oryginalnego        |
| ---------- | --------------------------------- | --------------------------------------- |
| 1          |                                   | Dieu, le sexe et les bretelles (1992)   |
| 2          | Zawiłości miłości (2001)          | L'amour, c'est pô propre (1993)         |
| 3          | Sposób na dziewczyny (2001)       | Ça épate les filles (1994)              |
| 4          | To niesprawiedliwe! (2002)        | C'est pô juste… (1995)                  |
| 5          | Z tylnej perspektywy (2002)       | Titeuf et le derrière des choses (1996) |
| 6          | Cześć, okrutny świecie! (2007)    | Tchô, monde cruel (1997)                |
| 7          | Cud narodzin (2008)               | Le miracle de la vie (1998)             |
| 8          | Dajcie mi spokój! (2008)          | Lâchez-moi le slip! (2000)              |
| 9          | Prawo boiska (2009)               | La loi du préau (2002)                  |
| 10         | Nadia wychodzi za mąż (2009)      | Nadia se marie (2004)                   |
| 11         | Moi najlepsi kumple (2010)        | Mes meilleurs copains (2006)            |
| 12         |                                   | Le sens de la vie (2008)                |
| 13         |                                   | À la folie! (2012)                      |
| 14         |                                   | Bienvenue en adolescence! (2015)        |
| 15         |                                   | À fond le slip (2017)                   |
| 16         |                                   | Petite poésie des saisons (2019)        |
| 17         |                                   | La grande aventure (2021)               |
| 18         |                                   | Suivez la mèche (2023)                  |
| Poza serią |                                   |                                         |
|            | Przewodnik dla seksolatków (2008) | Le Guide du zizi sexuel (2001)          |
|            |                                   | Petite poésie des saisons (2005)        |

## Odbiór i adaptacje
Seria zyskała w krajach frankofońskich status fenomenu społecznego, gdyż ukazuje w krzywym zwierciadle świat dorosłych pod postacią przypadków małego chłopca. Popularność komiksu odzwierciedlają wielomilionowe nakłady każdego z tomów, bazujące na postaciach z Titeufa czasopismo dla dzieci "Tchô!" oraz zrealizowany na podstawie komiksu serial animowany. Ponadto w 2011 nakręcono pełnometrażowy film.